# Гилмор, Уильям
Уильям Эванс Гарретт Гилмор (англ. William Evans Garrett Gilmore; 16 февраля 1895, Честербрук, Пенсильвания — 5 декабря 1969, Филадельфия, Пенсильвания) — американский гребец, выступавший за сборную США по академической гребле в 1920-х и 1930-х годах. Чемпион летних Олимпийских игр в Лос-Анджелесе, серебряный призёр Олимпийских игр в Париже, победитель и призёр многих регат национального значения.

## Биография
Уильям Гилмор родился 16 февраля 1895 года в поселении Уэйн округа Делавэр, штат Пенсильвания. Заниматься академической греблей начал в 1919 году, проходил подготовку в Филадельфии в местном клубе Bachelors Barge Club.
Впервые заявив о себе в гребле в 1920 году, выиграв национальное юниорское первенство. Позже неоднократно становился чемпионом страны среди взрослых спортсменов, как в двойках, так и в одиночках.
Первого серьёзного успеха на международном уровне добился в сезоне 1924 года, когда вошёл в основной состав американской национальной сборной и благодаря череде удачных выступлений удостоился права защищать честь страны на летних Олимпийских играх в Париже. В программе парных одиночек финишировал в финале вторым, пропустив вперёд только титулованного британца Джека Бересфорда, и тем самым завоевал серебряную олимпийскую награду.
В 1932 году выступил на домашних Олимпийских играх в Лос-Анджелесе, где вместе с напарником Кеннетом Майерсом обошёл всех своих соперников в парных двойках и добавил в послужной список золотую олимпийскую медаль.
Завершив спортивную карьеру, впоследствии в течение многих лет работал агентом по продаже недвижимости.
Умер 5 декабря 1969 года в Филадельфии в возрасте 74 лет.